# Letališče Polje
Letališče Polje je nekdanje civilno-vojaško letališče v Ljubljani odprto leta 1933 in je delovalo do leta 1979, namenejeno je bilo civilnim in vojaškim propelerskim zrakoplovom do skupne teže 15 ton. Letališče Polje je bilo drugo najstarejše civilno letališče za letališčem Tezno. Letališke površine so bile uporabljene za industrijsko cono in kasneje preurejene v nakupovalno središče BTC City. Ležalo je na Ljubljanskem polju, zahodno od istoimenskega naselja, ki se je razprostiralo ob današnji Letališki cesti, zdaj pa leži v Četrtni skupnosti Jarše (in ne Polje). Danes je v prostorih kontrolnega stolpa urejena stalna razstava letalstva v Ljubljani, v terminalu pa deluje kavarna Cacao BTC.

## Zgodovina
Letališče je bilo odprto 20. avgusta 1933, postavil ga je ruski arhitekt Juri Nikolajevič Šreter. Obsegalo je 800x60 metrov dolgo travnato stezo, dva hangarja ter glavno letališko poslopje. Pozneje je letališče imelo dve stezi (obe travnati), pri čemer so uporabljali le manjšo (1150x80 m; smer 116/296), medtem ko večje zaradi slabega pristopa niso uporabljali (1270x80 m; smer 92/272).
Med drugo svetovno vojno sta letališče uporabljala oba okupatorja: Italija v letih 1941−43 in Nemčija v letih 1943−45, pri čemer sta letališče posodobila. Leta 1951 so zgradili kontrolni stolp. Po vojni je letališče ostalo izključno vojaško, pri čemer je bila tu nastanjena močna vojaška eskadrilja. Leta 1953 so na letališču posneli tudi del filma Vesna. Leta 1954 se je Jugoslovansko vojno letalstvo umaknilo iz letališča (na Letališče Pulj in Brežice), tako da je postalo popolnoma civilno. 
Z odprtjem letališča Brnik leta 1963 je staro letališče ostalo v uporabi le za športna letala, s širjenjem mesta in pozidavo okolice pa je sčasoma postalo nevarno in so ga leta 1979 dokončno zaprli. Z zaprtjem letallišča Polje je Ljubljana izgubila mestno letališče splošnega letalstva in s tem ljubljanska mladina prostor za razvoj mladih letalskih kadrov. Letališka poslopja so bila prepuščena propadanju, mladina pa ni imela več dostopa do letalstva kot je bilo to nekoč, ko so mladeniči stari 14 let lahko leteli z jadralnimi letali in se pri 16 letih pričeli šolati za motorno letalo ter pri 17 letih že imeli licenco za motornega pilota letala, izpita za avto pa še niso smeli upravljati, ker niso bili polnoletni. Hangar je bil delno obnovljen leta 1990. Po razglasitvi za kulturni spomenik lokalnega pomena se je občina objekte namenila obnoviti; leta 2016 je bil zagnan projekt obnove starega kontrolnega stolpa, v katerem je kasneje nastal muzej ljubljanskega letalstva, in terminala, po načrtu namenjenega za gostinski lokal. Danes je terminal urejena kavarna in letališki stolp galerija z razstavo slik nekdanjega letališča.
- Galerija Letališče Polje
- Prva letalska četa v Ljubljani
- Hanger pred drugo svetovno vojno
- Letalski miting leta 1961
- Hanger je sedaj avtohiša